# جائزة كندا الكبرى 1976
جائزة كندا الكبرى 1976 هو سباق فورمولا 1 أقيم في أونتاريو، كندا. كان الرابع عشر من أصل 16 في بطولة العالم لسباقات الفورمولا واحد موسم 1976. حلّ البريطاني جيمس هانت أولا بينما جاء الفرنسي باتريك ديبايلير في المركز الثاني وحصل على المركز الثالث الأمريكي ماريو أندريتي.